# Загорье (Тлумачская городская община)
Загорье (укр. Загір'я) — село в Тлумачской городской общине Ивано-Франковского района Ивано-Франковской области Украины.
Население по переписи 2001 года составляло 123 человека. Занимает площадь 4,159 км². Почтовый индекс — 78014. Телефонный код — 03479.

## Насиление
- 1989 год 134 человека
- 2001 год 123 человека
- 2022 год 95 человек[2]